# Maialen García
Maialen García Galarraga   (nacida el 5 de abril de 1990 en San Sebastián, Guipúzcoa) es una jugadora de hockey sobre hierba española. Actualmente milita en el Junior FC de Sant Cugat del Vallés (Cataluña, España), club histórico del hockey hierba y sala español en categoría masculina y femenina. Ha tenido un pasado exitoso en la Real Sociedad a pesar de pasar por duras lesiones.